# Jari Sillanpää

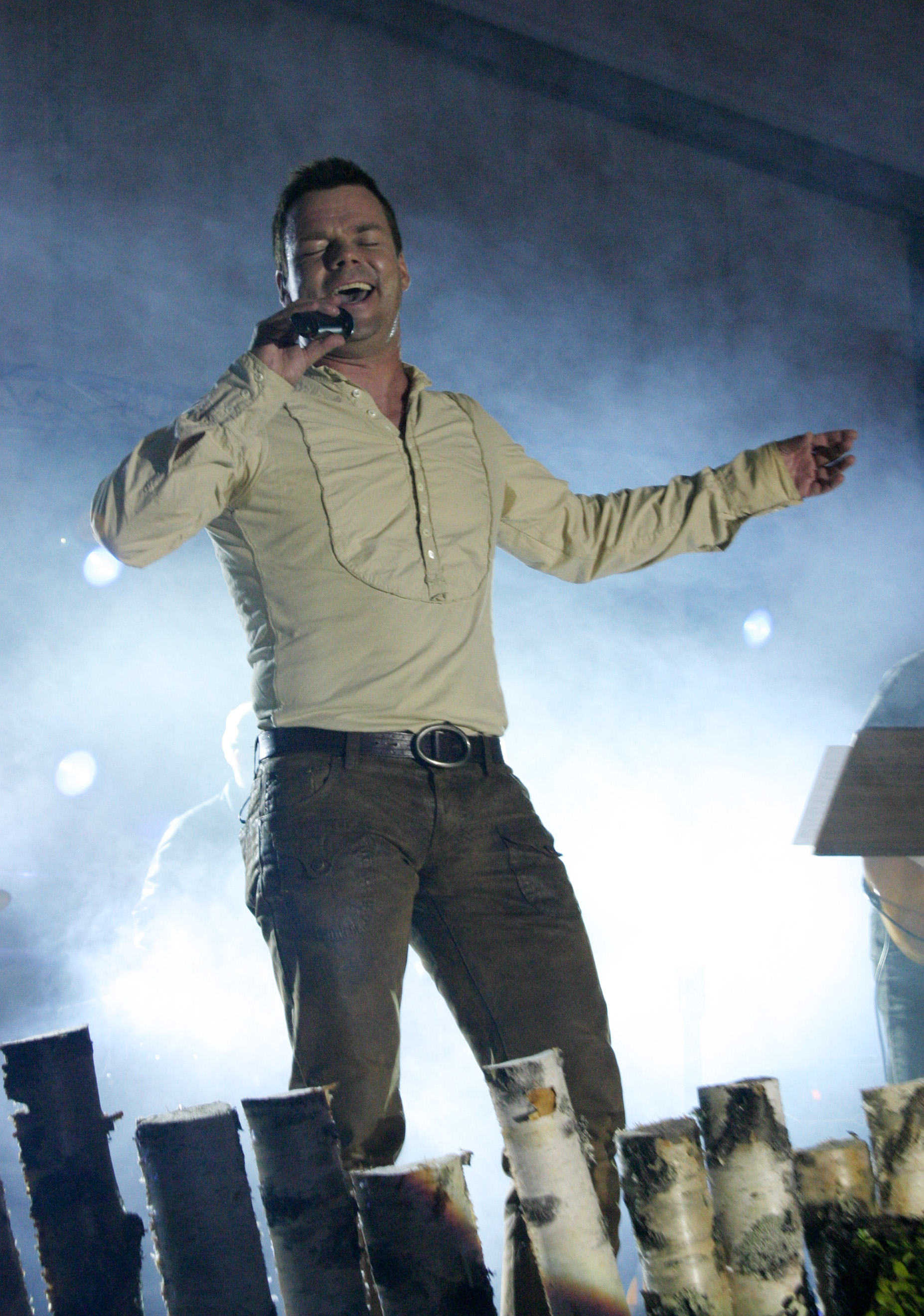
Jari Sillanpää

Jari Sillanpää (Ludvika, Zweden, 16 augustus 1965) is een van Finlands populairste zangers. Hij werd bekend na in 1995 een zangwedstrijd te hebben gewonnen.
Zijn eerste album dat zijn eigen naam droeg is het bestverkochte album in Finland. In 1997 deed hij mee aan het Golden Stag Festival in Roemenië met Remember me, dat het heel goed deed.
In 2004 vertegenwoordigde hij Finland op het Eurovisiesongfestival. Hij mocht openen met Takes 2 to tango, maar zijn lied haalde slechts de 14de plaats.
Sillanpää is populair bij het vrouwelijke publiek, maar in februari 2006 gaf hij toe homoseksueel te zijn.

## Albums
- Jari Sillanpää (1996)
- Hyvää Joulua (1996)
- Auringonnousu (1997)
- Varastetut helmet (1998)
- Onnenetsijä (1999)
- Kuninkaan kyyneleet (2000)
- Maa on niin kaunis (2000)
- Hän kertoo sen sävelin (2001)
- Määränpää tuntematon (2003)
- Parhaat (2005)
- Albumi (2008)
- Al ritmo latino! (2008)
- Kuin elokuvissa (2009)
- Millainen laulu jää (2011)
- Rakkaudella merkitty mies (2014)